# Karl-Heinz Wachsmuth
Karl-Heinz Wachsmuth (* 6. September 1918 in Eglienen, Kreis Memel; † September 1998 in Apfeldorf) war ein deutscher Brigadegeneral des Heeres der Bundeswehr und Unterabteilungsleiter im Bundesnachrichtendienst.

## Leben
Wachsmuth, Sohn eines Soldaten und Oberflugmeisters, trat am 4. November 1937 als Reserveoffizieranwärter beim Infanterie-Regiment 67 in Berlin-Spandau in die Wehrmacht ein. Vom Februar 1940 bis September 1942 war er Zugführer, Kompanie-Führer und Bataillons-Adjutant im Infanterie-Regiment 203 in Frankreich, im Donezbecken und in Stalingrad. Am 1. März 1940 wurde er zum Leutnant der Reserve ernannt. Nach schwerer Verwundung war er vom 8. September 1942 bis 27. März 1943 im Lazarett. Von April bis Oktober 1943 war er Kompaniechef im Grenadier-Regiment 203 in Frankreich und Italien und von Oktober bis Dezember 1943 Kompaniechef im Divisions-Füsilier-Bataillon 176 der 176. Infanterie-Division in der Sowjetunion. Am 1. Dezember 1943 wurde er zum Hauptmann der Reserve ernannt. Von Dezember 1943 bis zum 24. August 1944 war er Regiments-Adjutant im Füsilier-Regiment 230 in der Sowjetunion und in Rumänien (Raum Jassy). Am 1. August 1944 wurde er in das aktive Offizierkorps übernommen.
Von August 1944 bis Oktober 1948 war Wachsmuth in sowjetischer Kriegsgefangenschaft. Nach einer Zeit der Arbeitslosigkeit war er von Juni 1949 bis Mai 1950 kaufmännischer Angestellter beim Baustoff-Großhändler A. Dziubany in Essen. Ab August 1950 war er Vertreter der Firma W. Brandenburg in Timmendorfer Strand und ab Januar 1951 der Firma Greiner & Co. in Kiel. Von November 1954 bis März 1956 war er Angestellter beim Verfassungsschutz Niedersachsen im Innenministerium Niedersachsen.
Am 12. März 1956 wurde Wachsmuth als Hauptmann in die Bundeswehr übernommen und war zunächst bis März 1958 Dezernent in der Abteilung Militärischer Abschirmdienst im Wehrbereich I in Kiel. Von 1958 bis 1959 absolvierte er den 2. Generalstabslehrgang Heer an der Führungsakademie der Bundeswehr in Hamburg, wo er zum Offizier im Generalstabsdienst ausgebildet wurde. Anschließend war er von April 1959 bis März 1963 Generalstabsoffizier für Logistik (G 4) und für Operation, Planung und Ausbildung (G 3) der Panzergrenadierbrigade 16 in Wentorf bei Hamburg. Danach wurde er im April 1963 Deutscher Dienstältester Offizier im Hauptquartier der Alliierten Landstreitkräfte Schleswig-Holstein und Jütland der NATO in Rendsburg.
Im Oktober 1966 wechselte Wachsmuth zum Bundesnachrichtendienst, wo er zunächst Referent und später Referatsleiter war. Von Mai 1972 bis September 1978 war er Unterabteilungsleiter für Fernmelde- und Elektronische Aufklärung. Am 1. Dezember 1975 wurde er zum Brigadegeneral ernannt und mit Ablauf des September 1978 in den Ruhestand versetzt.

## Auszeichnungen
- Eisernes Kreuz I. Klasse (1941)
- Verwundetenabzeichen